# Гармонізована система опису та кодування товарів
Гармонізована система опису та кодування товарів (Гармонізована система, ГС) — міжнародна номенклатура товарів, розроблена Всесвітньою митною організацією.
До ГС входить близько 5000 груп товарів; кожна група позначається шестизначним цифровим кодом. Товари упорядковані в логічну структуру і мають добре визначені правила для досягнення уніфікованої класифікації. ГС використовується більше ніж 200 країнами на основі їхніх митних тарифів, а також для збору міжнародної торгової статистики. В термінах ГС класифіковано більше 98 % товарів міжнародної торгівлі.

## ГС в Україні
Україна є договірною Стороною Міжнародної конвенції про Гармонізовану систему опису та кодування товарів, до якої Україна приєдналась на виконання Указу Президента України від 17 травня 2002 року № 466/2002 «Про приєднання України до Міжнародної конвенції про Гармонізовану систему опису та кодування товарів».
З метою виконання міжнародних зобов'язань України як договірної сторони цієї конвенції та з метою приведення Української класифікації товарів зовнішньоекономічної діяльності у відповідність до вимог сьомої редакції Гармонізованої системи опису та кодування товарів версії 2022 року, Верховною Радою України 19 жовтня 2022 року прийнято Закон України «Про Митний тариф України» № 2697-ІХ . Закон набув чинності з 1 січня 2023 року.
У зв'язку з набуттям чинності нової редакції Закону «Про Митний тариф України» та з метою забезпечення правильності класифікації товарів згідно з УКТЗЕД Державною митною службою України розроблені накази «Про затвердження Пояснень до Української класифікації товарів зовнішньоекономічної діяльності» № 543 від 14.12.2022 року (зі змінами) та «Про затвердження Перехідних таблиць від УКТЗЕД версії 2017 р. до УКТЗЕД версії 2022 р.» № 513 від 23.11.2022.
На ГС базується Українська класифікація товарів зовнішньоекономічної діяльності (УКТЗЕД).
Якщо в УКТЗЕД стосовно її міжнародних частин — ГС та Комбінованої номенклатури Європейського Союзу — виявлено неточності, які виникли в результаті неправильного перекладу з офіційної мови оригіналу на українську мову, назв позицій, підпозицій, а також текстів приміток до розділів, груп, позицій, підпозицій та додаткових приміток, то за основу приймаються тексти оригіналів офіційних видань Гармонізованої системи Всесвітньої митної організації та Комбінованої номенклатури Європейського Союзу.